# Horno escalonado

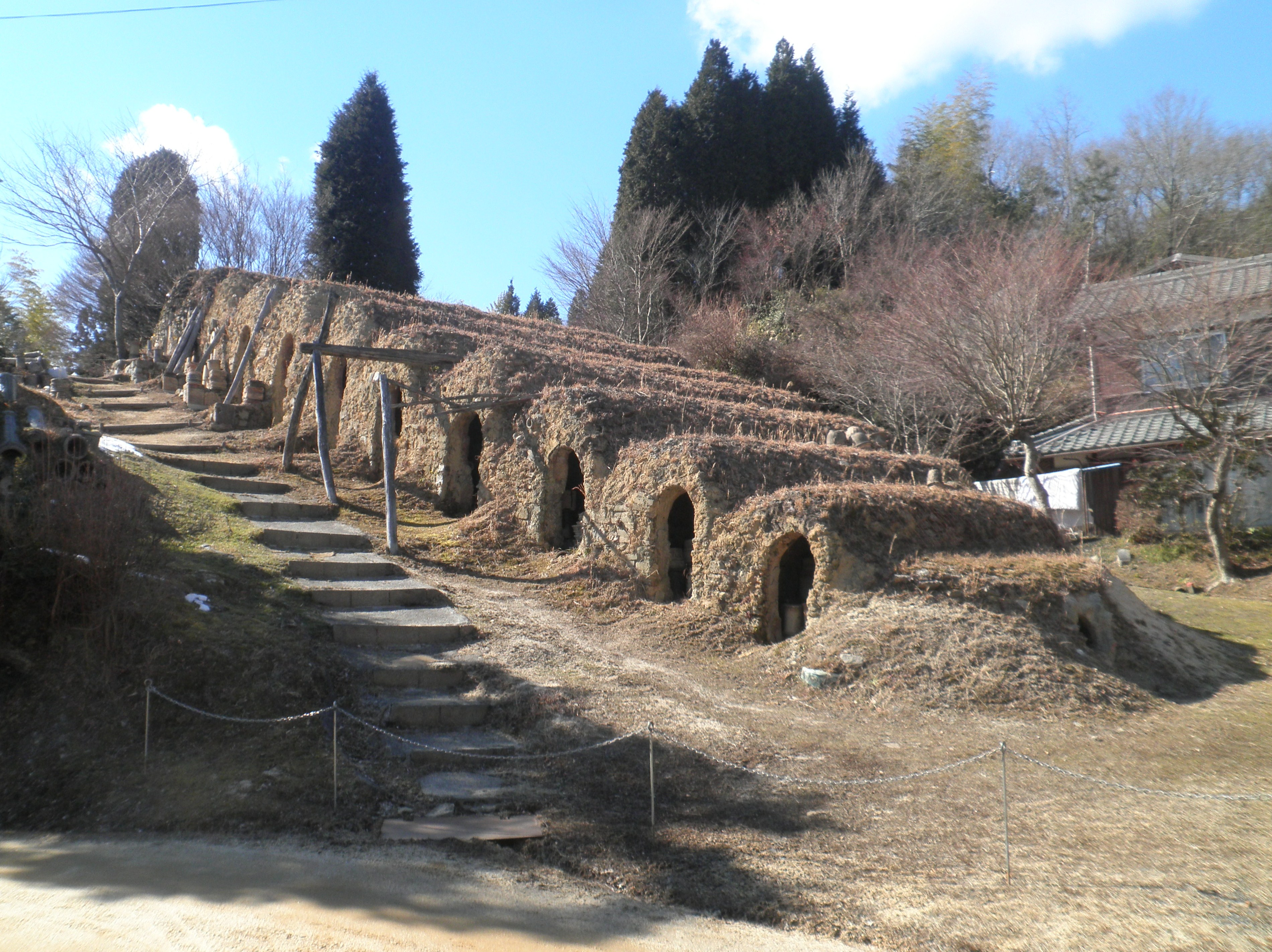
Horno Shigaraki del Período Edo

En la industria alfarera, se conoce como horno escalonado (登り窯 Nobori-gama?) a aquel que tiene dividido su interior en diferentes salas o cámaras y usa la pendiente del terreno para que la convección de los gases de combustión debido a la gravedad llegue a todas las cámaras y se mantenga la alta temperatura constante para cada producto en el horno durante la cocción. El uso de este tipo de horno tiene como fin hornear toda clase de cerámica en grandes cantidades y es excelente para conseguir uniformidad en los productos esmaltados.
Hasta que no se desarrollaron los medios de comunicación, se escogía para la creación de los hornos un lugar cercano a las materias primas, como la arcilla, el agua o el combustible. 
El término “horno escalonado” se utiliza de forma genérica para varios tipos de horno:
1. Refiriéndose simbólicamente al tradicional horno escalonado multicámara (en contraposición a lo hornos de tecnología punta a gas o eléctricos, de rodillos [en inglés: roller hearth kiln], para hornear cerámica, entre otros);
2. en general, a los hornos anagama, cavados en una pendiente o colina que hornean la loza a altas temperaturas; y
3. a los hornos chinos, entre los que se encuentra el ryu-gama, que utilizan la pendiente del terreno y hornean cerámica y porcelana.

## Historia
En Japón, hasta inicios del período Kofun, se cocía la loza y los platos Hajiki por oxidación en agujeros de forma triangular de unos 30 cm de profundidad mediante la quema controlada. Pero a partir de mediados esa misma era, la introducción de la vasija coreana Sue (en inglés: Sue ware), trajo consigo el método de producción con el horno escalonado (anagama), posibilitando la cocción en atmósfera de reducción de oxígeno y la utilización del torno de alfarero. 
En el siglo XVI, apareció el horno dai-gama, que mejora la eficacia térmica y permite la producción en masa. Al poco tiempo, durante el período Edo, apareció el horno escalonado de forma semicilíndrica, que impide las variaciones en el acabado, mejora la eficiencia térmica, y permite la producción en masa.  
Estos tipos de hornos se usaron principalmente hasta la Edad Contemporánea. 

## Estructura

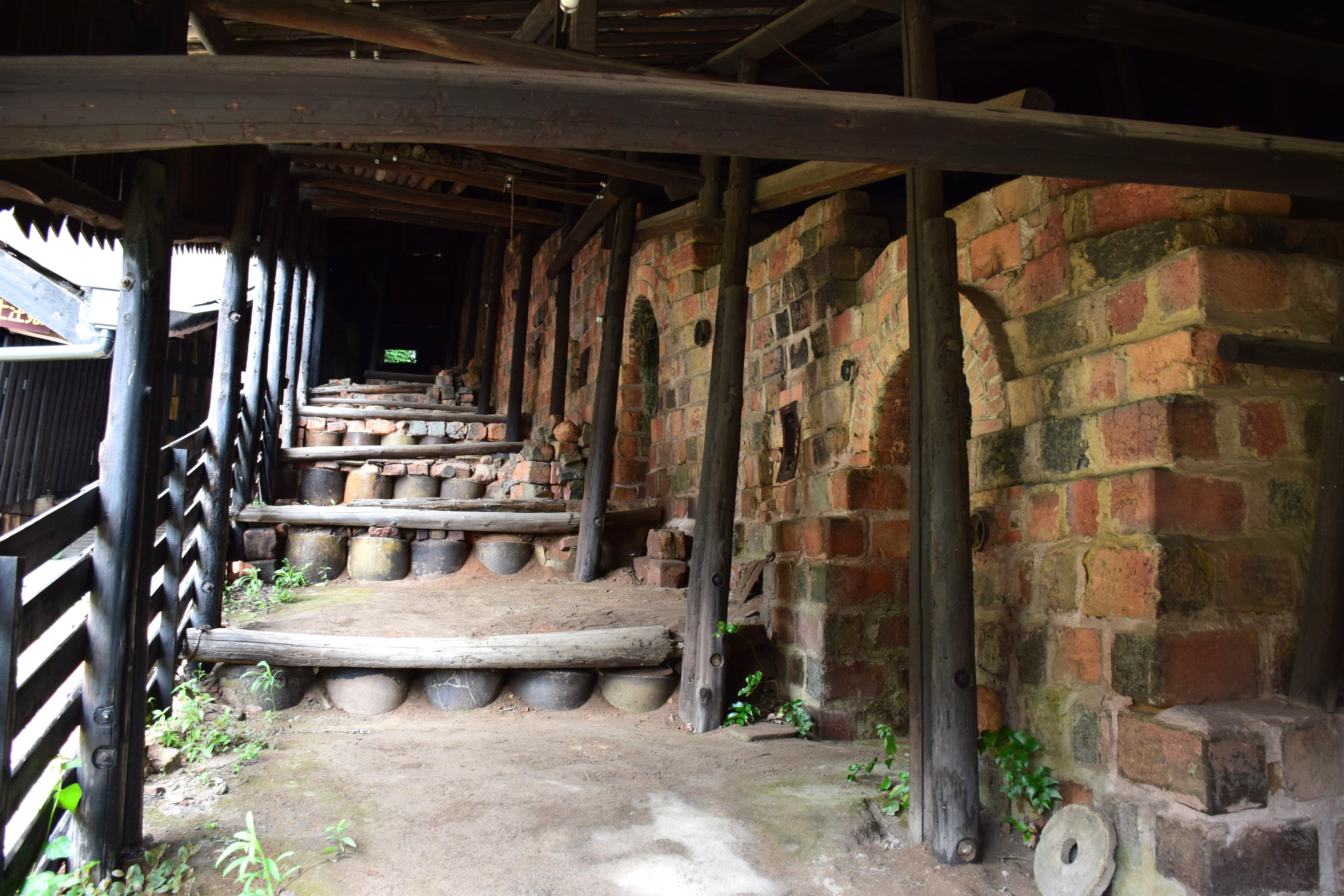
Horno escalonado visto desde la parte más baja

El interior del horno escalonado multicámara está dividido en varias cámaras de cocción. En la parte más baja de cada una de ellas hay una entrada (窯口 Kama-guchi), comúnmente llamada Ō-guchi (大口), y las cámaras se sitúan en fila ascendente una detrás de otra, formando un tubo alargado semicircular. En la parte más alta de la última cámara hay una chimenea. Además, es común que en cada cámara de cocción haya un pequeño orificio lateral para introducir la leña. 

## Cocción
La cocción se mantiene en general a una temperatura de 1300 °C durante 60 horas. El manejo de la temperatura se realiza por intuición del artesano, que necesita una cantidad considerable de pericia. Concretamente, se ajusta la temperatura añadiendo leños de madera selectivamente por la entrada inferior (大口) y por las entradas laterales pequeñas (小口). Esta operación debe realizarse durante dos días seguidos. Después de finalizar el paso de cocción preliminar para eliminar la humedad, se realiza la cocción principal añadiendo leña por la gran entrada inferior y se aumenta la temperatura del horno lenta y gradualmente. Alcanzar la temperatura deseada de 1300 °C tarda hasta un día entero. En ese momento, si se mira el interior a través de las ventanitas de visualización, la cerámica se ha calentado hasta alcanzar un color amarillo cercano al blanco. 
El proceso de sacar del horno la cerámica cocida (esta tarda en enfriarse tanto como en calentarse) debe ser sincronizada y hacerse con cuidado. Especialmente, debe tenerse cuidado con los objetos de gran tamaño que pueden agrietarse si sufren un enfriamiento demasiado rápido.  
Durante la cocción, se crea una espectacular nube de humo negro alrededor. En el horno anagama, los gases de cocción (llama) se trasladan en línea recta. En el caso de los hornos escalonados multicámara, como en su interior no se produce la convección de los gases, la moderación con la que las llamas tocan los objetos y la cantidad de ceniza producida por la cocción, se cuecen objetos inesperados con dibujos y colores no deseados por el autor, hasta el punto de decirse que no se pueden cocer dos objetos iguales. Se conoce como “paisaje” al resultado orgánico y sutil de la cocción en un horno escalonado.

## Zonas en Japón donde ver hornos escalonados

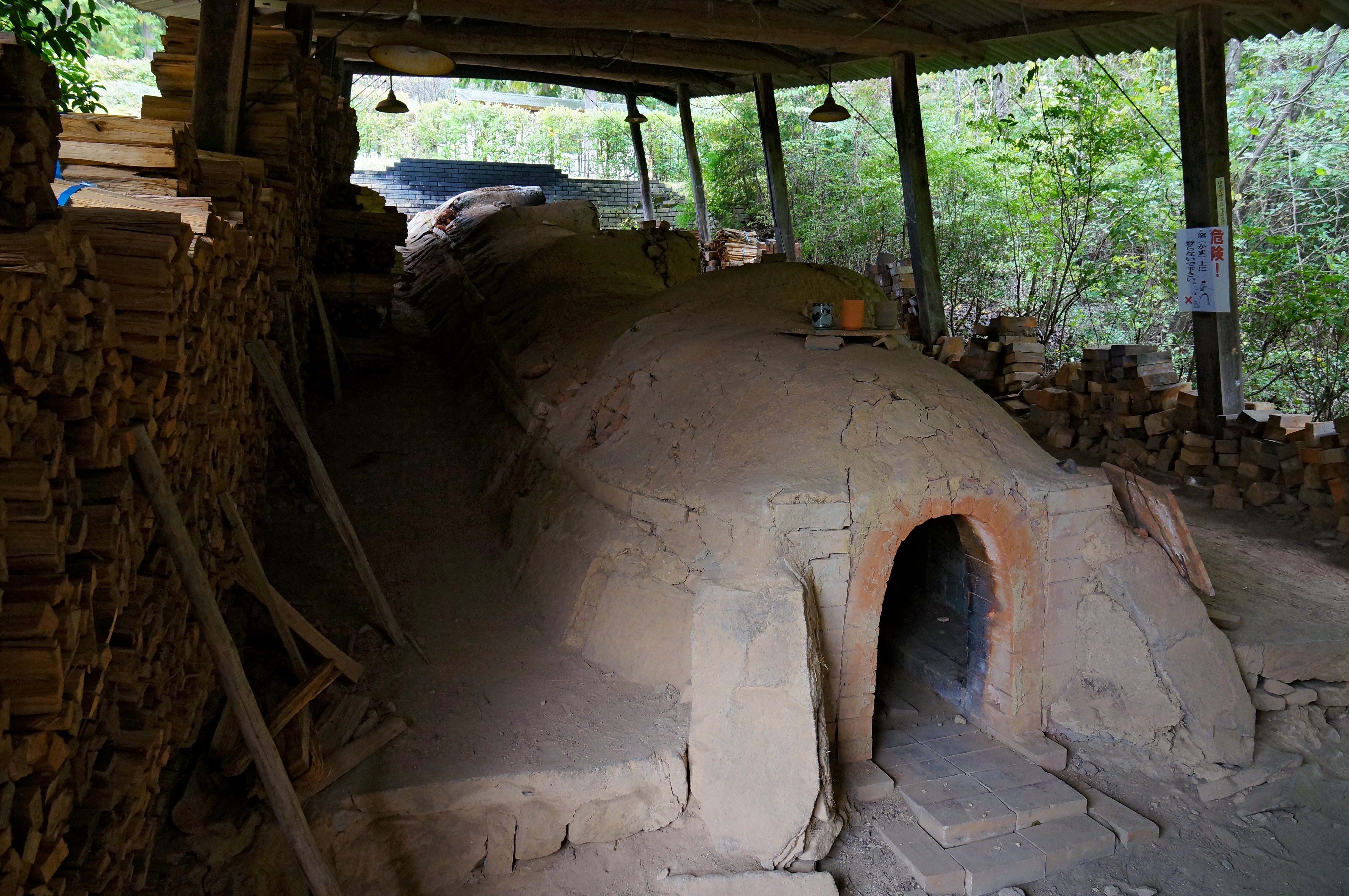
131026 Tachikui Sue-no-sato Tamba Hyogo pref Japan01s

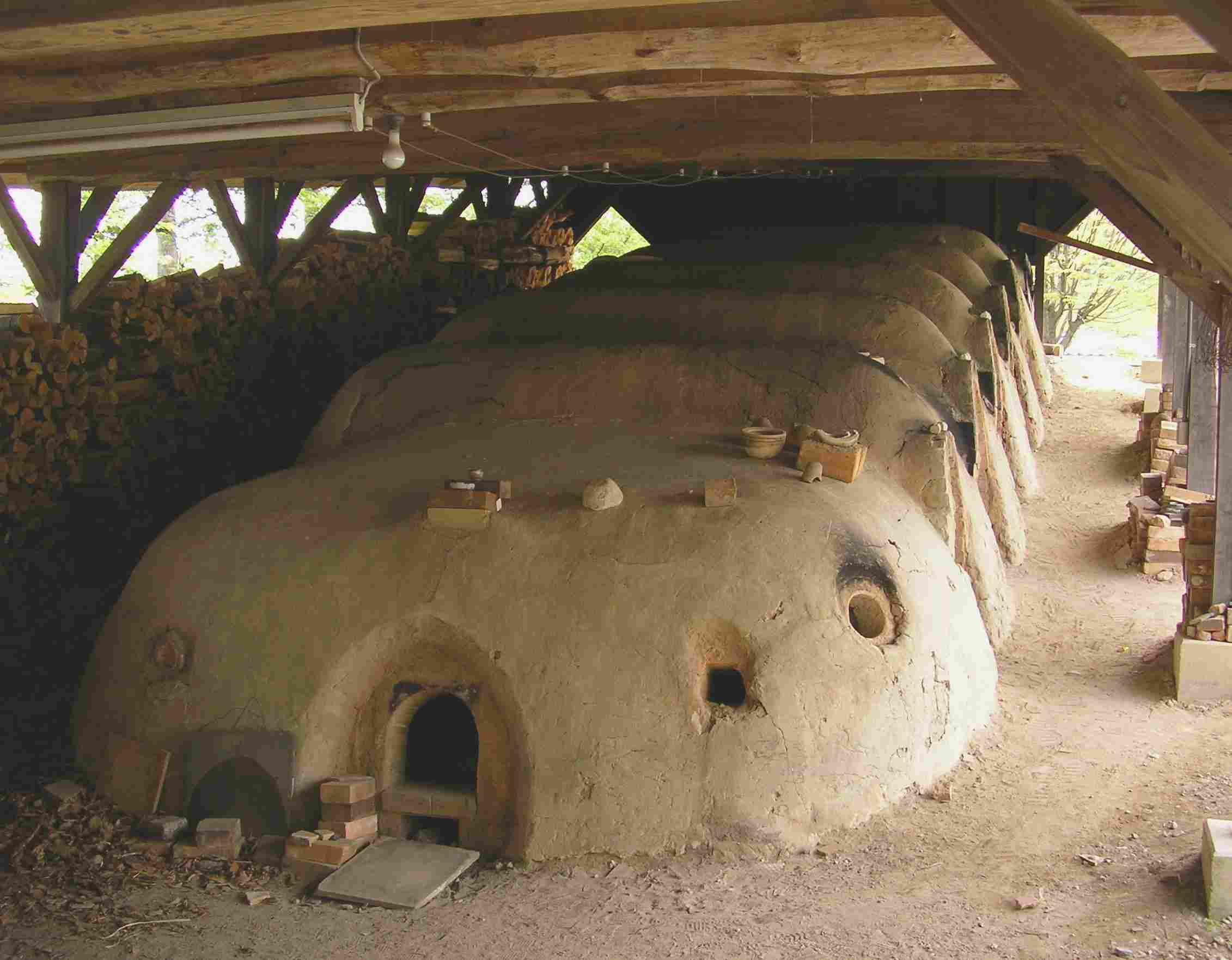
Horno escalonado Mashiko

Tamba-Tachikui ware (丹波立杭焼, Tamba-Tachikui-yaki) ciudad de Sasayama, en la Prefectura de Hyōgo.
Es uno de los seis hornos más antiguos de Japón. Con más de 400 años de historia desde el período Anagama hasta una fase avanzada del Período Momoyama.
Shigaraki ware (信楽焼焼, Shigaraki-yaki) ciudad de Koka en Shiga.
Uno de los hornos Anagama más antiguos que desde finales de la Edad Media empezó a cocer cántaros y cuencos para moler (japonés: 擂鉢 Suribachi), entre otros objetos.  En la Edad Moderna también coció gran cantidad de utensilios para el té (japonés: 茶器 Chaki) y a finales del período Edo (Bakumatsu) fue el mayor productor de velas votivas (japonés: 灯明 Tōmyō) de cerámica.
Bizen ware (備前焼, Bizen-yaki) ciudad de Bizen en Okayama.
Uno de los hornos Anagama más antiguos que desde finales de la Edad Media empezó a cocer cántaros y cuencos para moler (japonés: 擂鉢 Suribachi), entre otros objetos.  Sin utilizar esmaltes, cocía a altas temperaturas, técnica que en japonés se conoce como 焼締め (Yakijime). Cerámica muy apreciada desde inicios del período Edo.
Karatsu ware (唐津焼, Karatsu-yaki) ciudad de Karatsu en Saga.
Naraoka Ware (楢岡焼 Naraoka-yaki) ciudad de Daisen en Akita.
Mashiko Ware (益子焼 Mashiko-yaki) ciudad de Mashiko en Tochigi.
Tsuboya ware (壺屋焼 Tsuboya-yaki) pueblo Yomitan (読谷) en Okinawa.
- Datos: Q11579100